# Ракити (Михайловський район)
Роки́ти (рос. Ракиты) — село у складі Михайловського району Алтайського краю, Росія. Адміністративний центр та єдиний населений пункт Рокитівської сільської ради.

## Населення
Населення — 2284 особи (2010; 2681 у 2002).
Національний склад (станом на 2002 рік):
- росіяни — 70 %